# Christophe Soyer
Christophe Soyer, né le 24 novembre 1969 à Bourges, est un footballeur français reconverti entraîneur.

## Biographie
Le 8 avril 1989, en huitième de finale aller de la Coupe de France 1988-1989 sous les couleurs de l'US Orléans, Christophe Soyer participe à la victoire 4-0 des siens au Parc des Princes contre le Paris SG en inscrivant un but.
En août 2013, Christophe Soyer, qui arrive de Châteauneuf-sur-Loire, devient régisseur des équipements sportifs à la Communauté de communes Loches Développement. Cet ancien footballeur professionnel de deuxième division est également entraîneur du Loches AC football,.